# Pinacoteca Nazionale di Bologna
De Pinacoteca Nazionale in de Italiaanse stad Bologna is een pinacotheek met voornamelijk werken van kunstschilders afkomstig uit Emilia die een band hadden met de stad. Dit museum toont een overzicht van hun kunstwerken van de 13e tot de 18e eeuw.

## Historiek
De collectie kunstwerken bestond oorspronkelijk uit acht 15e-eeuwse altaarstukken, die op initiatief van Prospero Lambertine, de latere paus Benedictus XIV werden bijeengebracht in de Accademia Clementina. Ze waren afkomstig van de afgebroken Maria Magdalenakerk. De verzameling werd later aangevuld met werken uit legaten en stukken uit de belangrijke collectie bewaard in het Palazzo d'Accursio. Hierbij zaten werken van Vitale da Bologna, Rafaël Santi, Francesco Filippini, Cima da Conegliano, Lorenzo Costa, Francesco Raibolini, Pietro Perugino, Annibale Carracci en Guido Reni.
Na de val van het pauselijk regime in Bologna en het verdwijnen van kloosters en ambachten vond de verzameling ten slotte onderdak in een gebouw aan de huidige Via de Belle Arti 56, vlak naast de Accademia Clementina. Na de val van Napoleon Bonaparte kwam een aantal werken terug uit het Louvre en ook in de 20e eeuw breidde de collectie verder uit. In 1997 werd het gebouw grondig gerestaureerd. Men beschouwt deze pinacotheek als een van de belangrijkste en meest bekende in Italië. Anton Raphael Mengs was een tijdlang hoofd van deze instelling.

## Werken uit de Lage Landen
In dit museum is er een gezamenlijk werk van Daniël Seghers en Erasmus Quellinus II te zien en een schilderij van Denijs Calvaert.

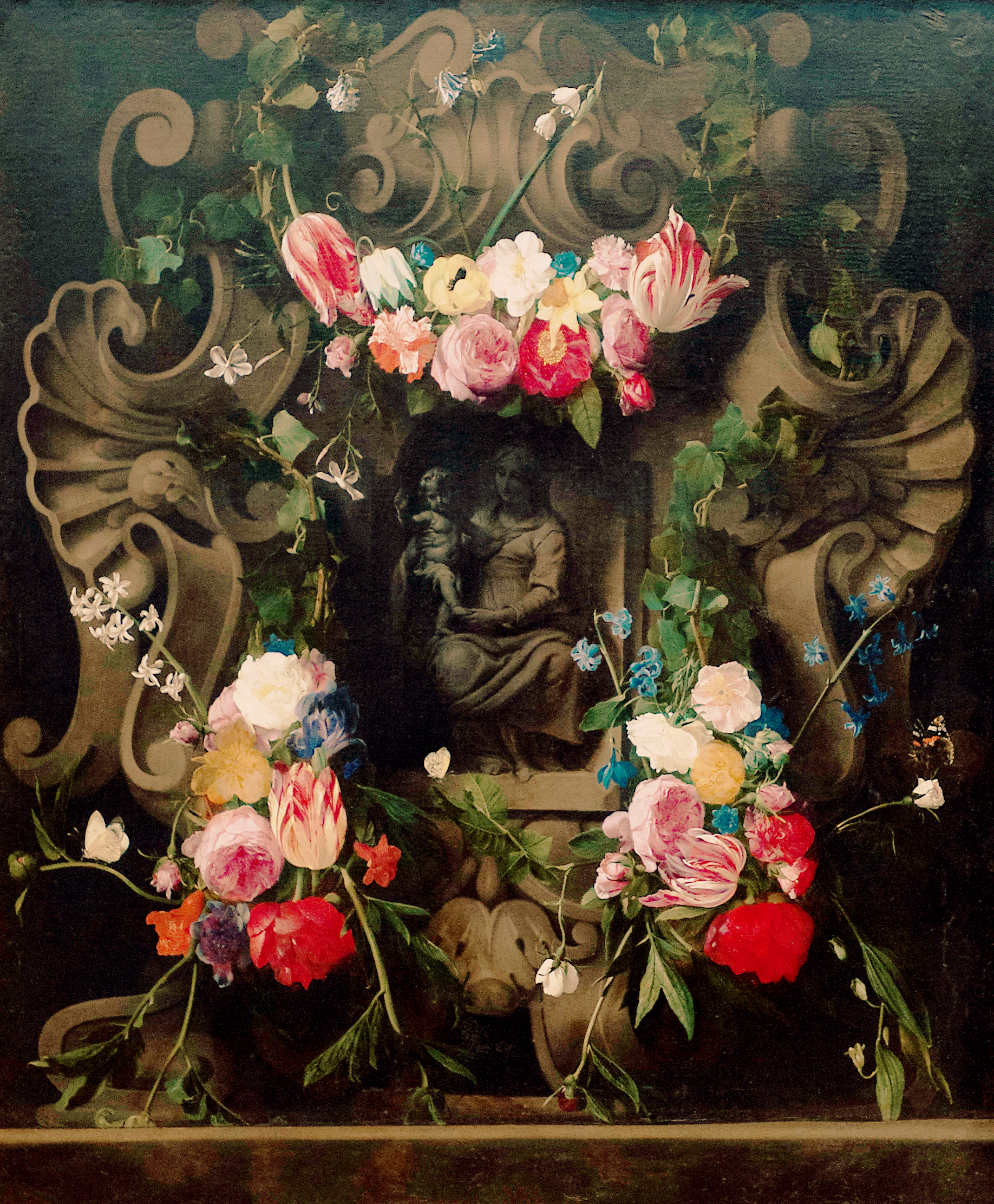
Maria met Kind en guirlande van Daniël Seghers (1590-1661) en Erasmus Quellinus II (1607-1678)
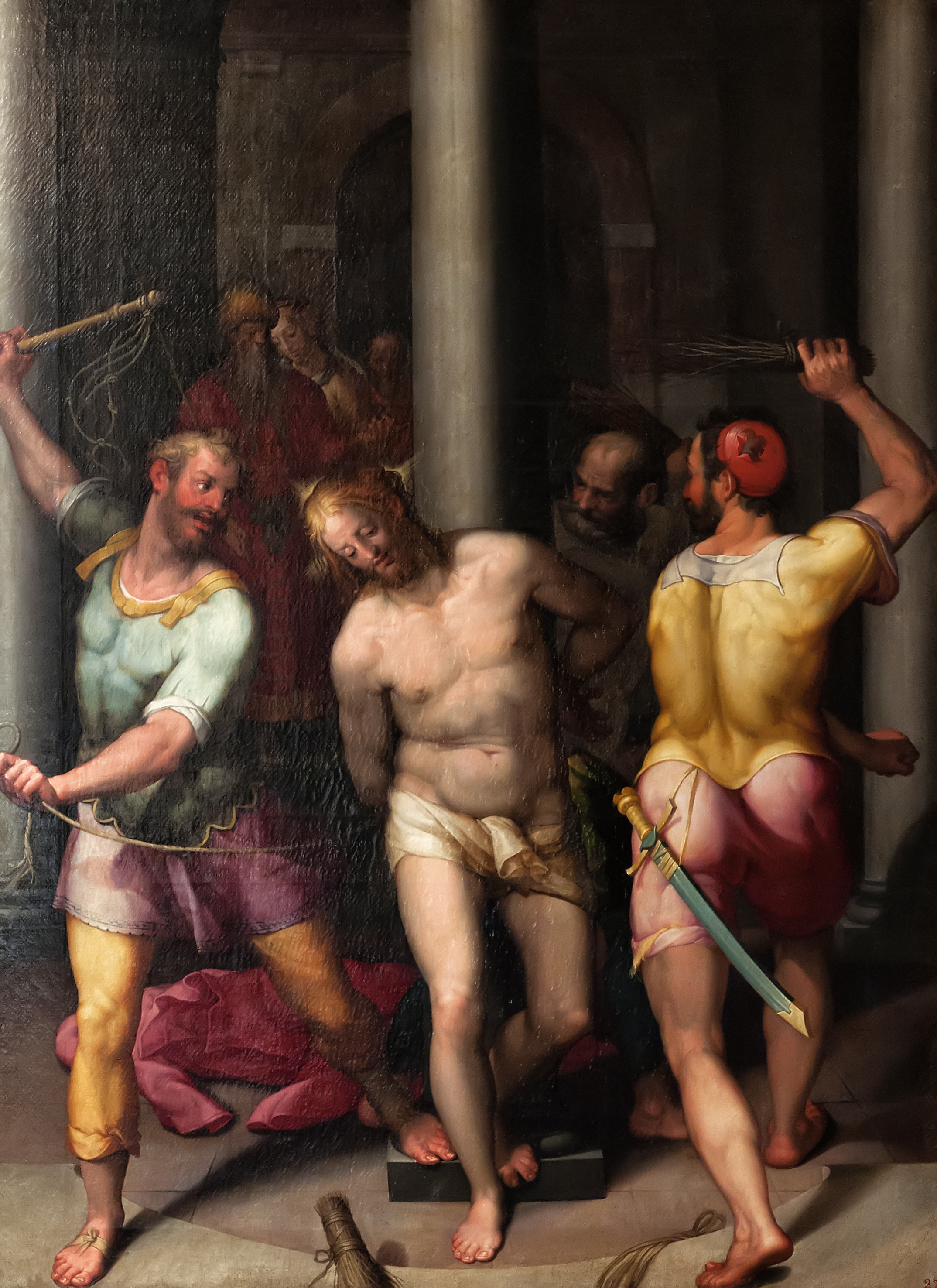
De geseling van Christus van Denijs Calvaert
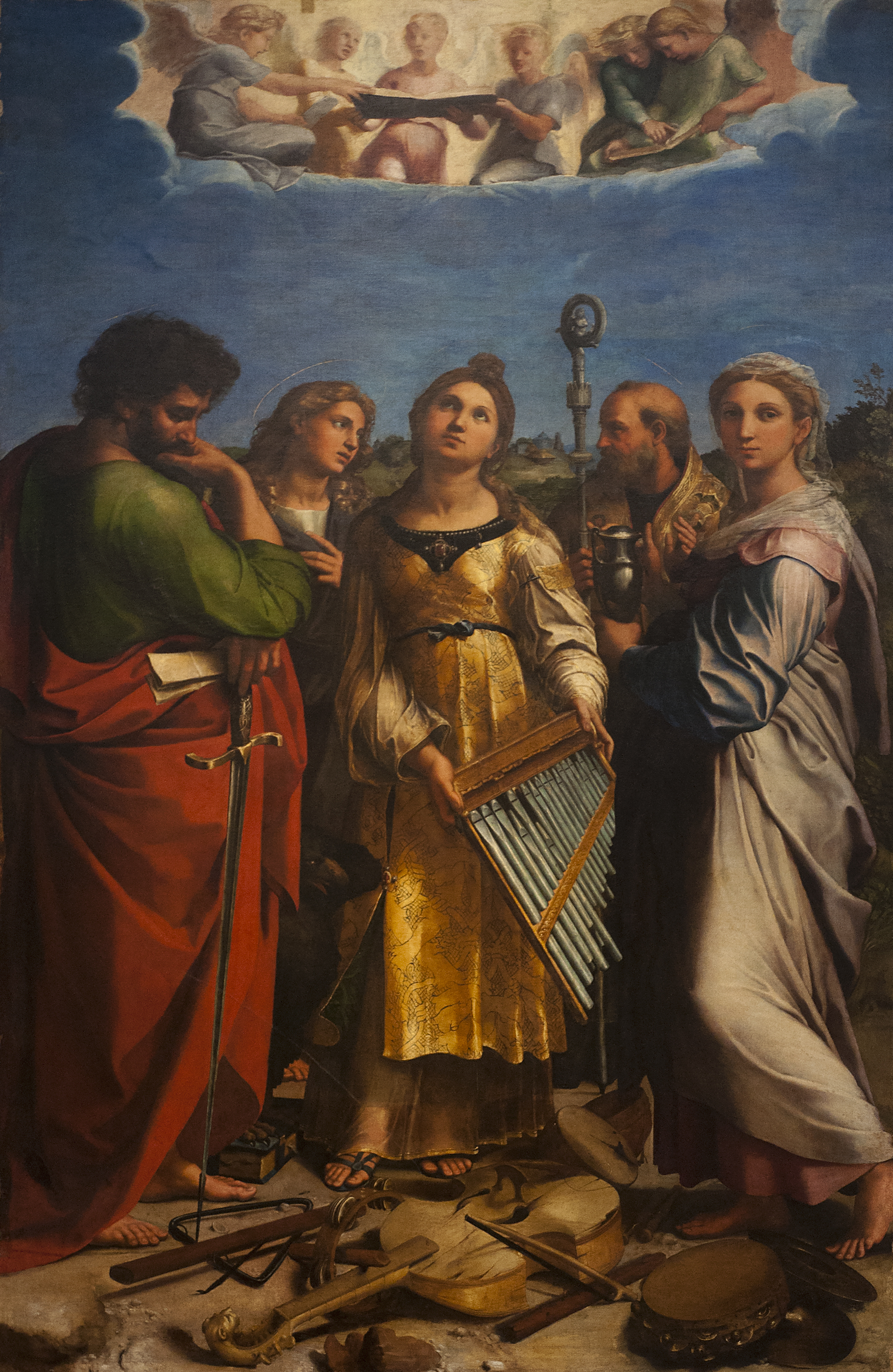
Heilige Cecilia in extase met Paulus, Johannes (evangelist), Augustinus en Maria Magdalena door Rafaël
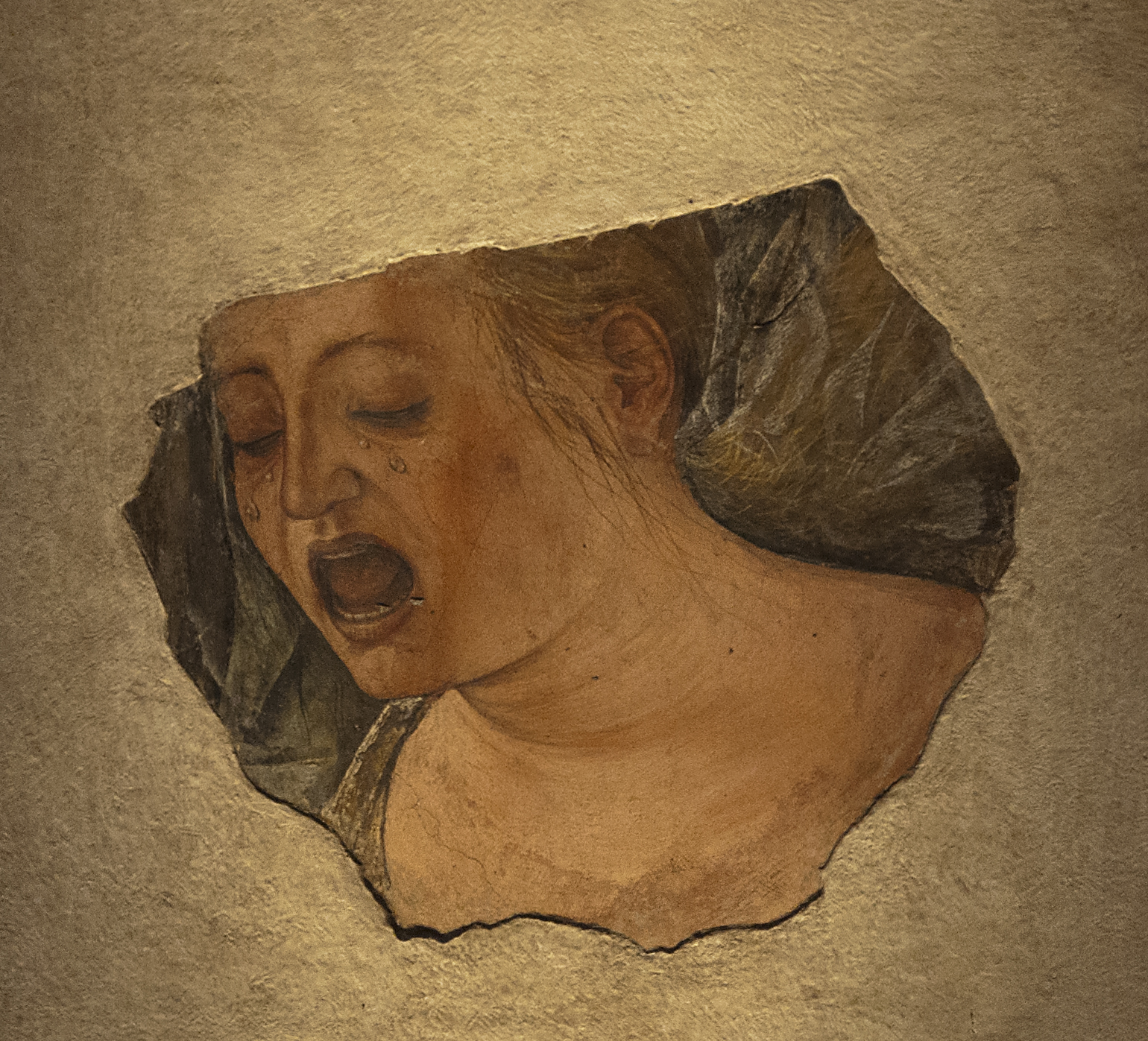
Wenende Maria Magdalena van Bartolomeo Ramenghi (deel van een fresco)
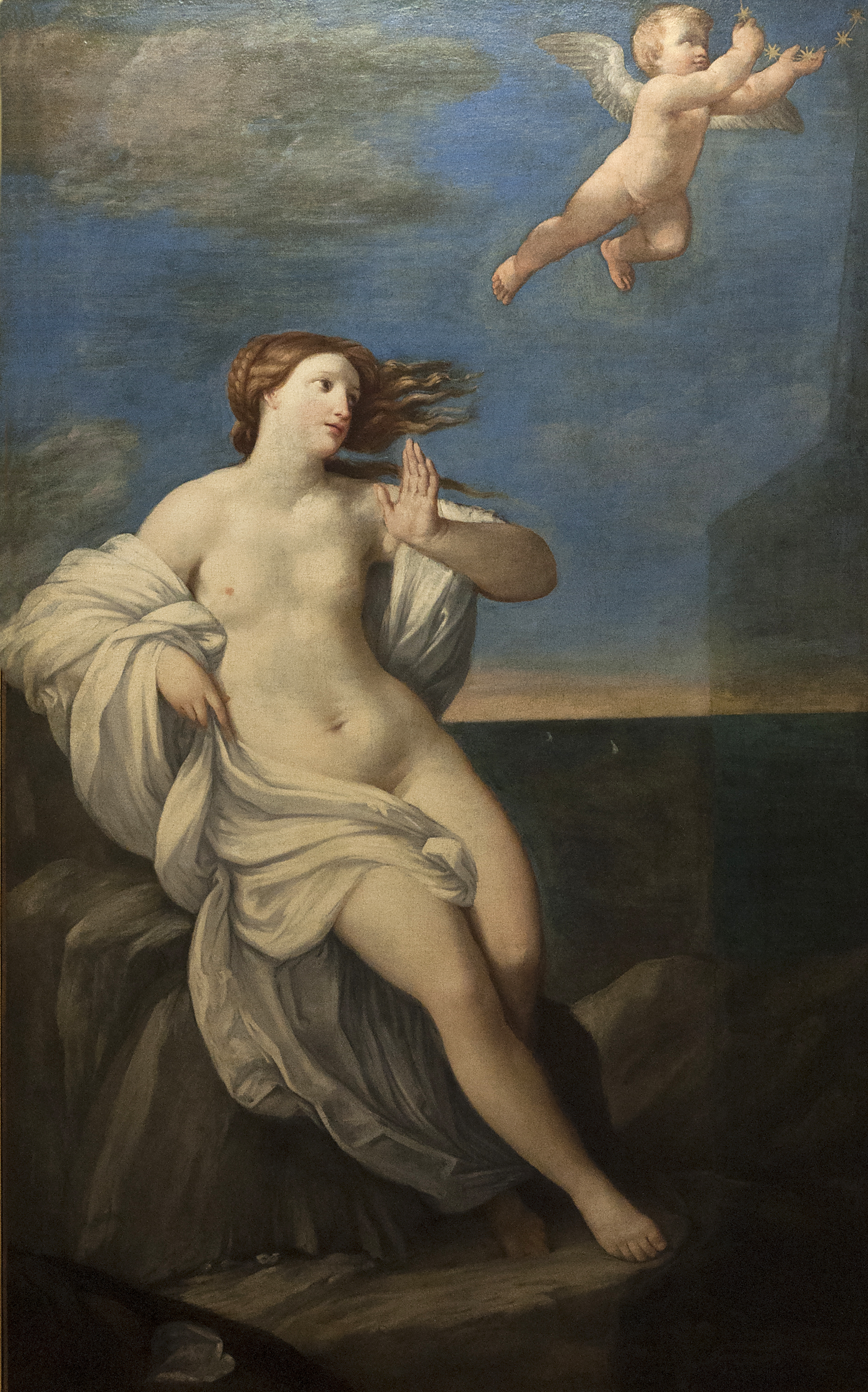
Arianna (1640) - van Guido Reni
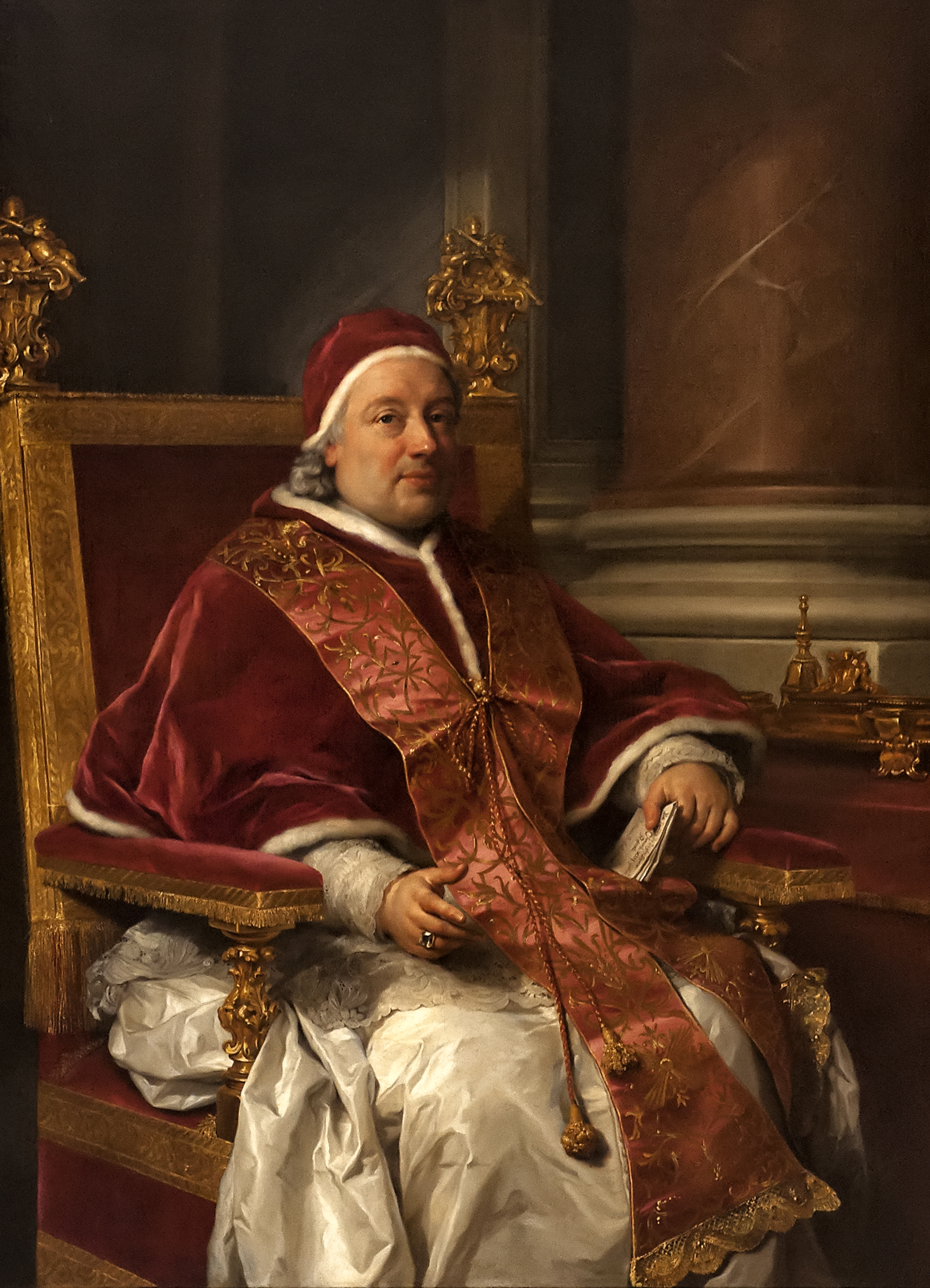
Paus Clemens XIII door Anton Raphael Mengs
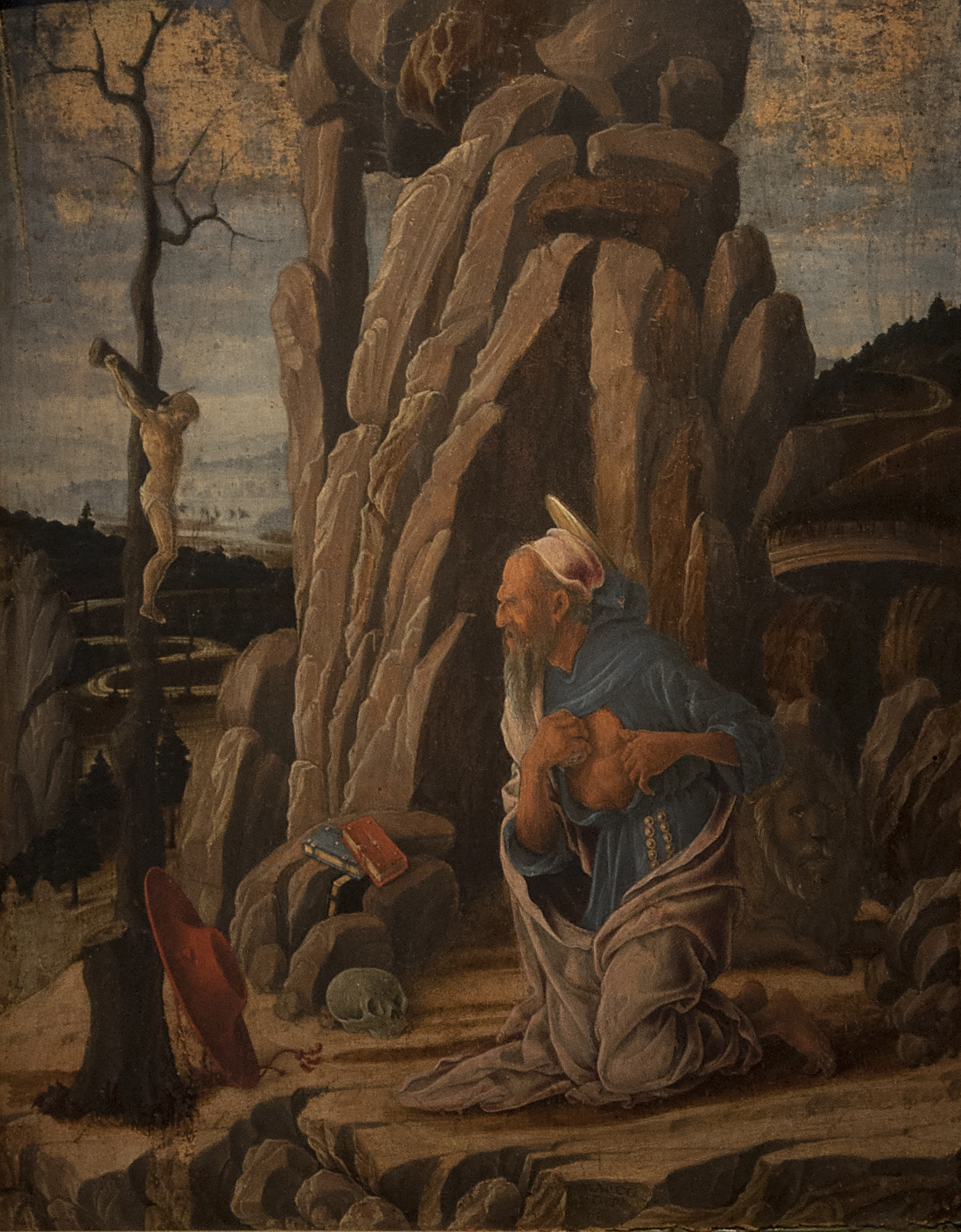
De boetvaardige Hiëronymus (1470)
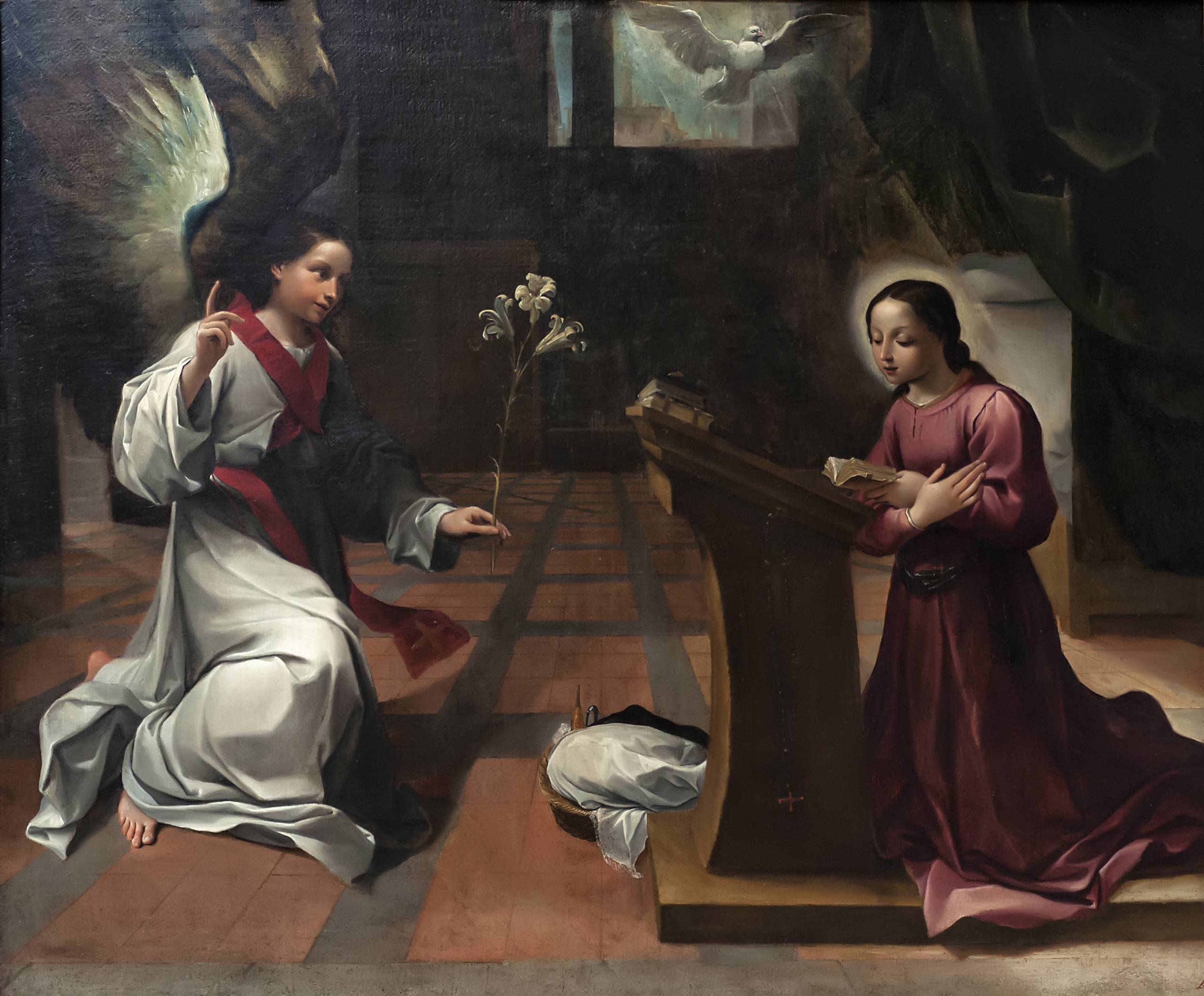
De Annunciatie (1584) van Lodovico Carracci